# Comuna Adunații-Copăceni, Giurgiu
Adunații-Copăceni este o comună în județul Giurgiu, Muntenia, România, formată din satele Adunații-Copăceni (reședința), Dărăști-Vlașca, Mogoșești și Varlaam.

## Așezare
Comuna Adunații Copăceni este situată în zona de nord a județului, la limita cu județul Ilfov, pe malul drept al Argeșului. Este străbătută de șoseaua națională DN5, care leagă Giurgiu de București. Lângă Adunații-Copăceni, din acest drum se ramifică șoseaua națională DN5A, care duce spre sud-est către Greaca și mai departe către Oltenița; și șoseaua județeană DJ412A, care duce spre nord-vest la Mihăilești (unde se intersectează cu DN6), Buturugeni, Grădinari, Ogrezeni și Bolintin-Vale.

## Demografie
Componența etnică a comunei Adunații-Copăceni
     Români (91,25%)
     Romi (1,32%)
     Alte etnii (0,25%)
     Necunoscută (7,18%)
Componența confesională a comunei Adunații-Copăceni
     Ortodocși (91,12%)
     Alte religii (0,83%)
     Necunoscută (8,05%)
Conform recensământului efectuat în 2021, populația comunei Adunații-Copăceni se ridică la 6.881 de locuitori, în creștere față de recensământul anterior din 2011, când fuseseră înregistrați 6.621 de locuitori. Majoritatea locuitorilor sunt români (91,25%), cu o minoritate de romi (1,32%), iar pentru 7,18% nu se cunoaște apartenența etnică. Din punct de vedere confesional, majoritatea locuitorilor sunt ortodocși (91,12%), iar pentru 8,05% nu se cunoaște apartenența confesională.

## Politică și administrație
Comuna Adunații-Copăceni este administrată de un primar și un consiliu local compus din 15 consilieri. Primarul, Daniel-Cezar Rusu[*], de la Partidul Național Liberal, este în funcție din 2016. Începând cu alegerile locale din 2024, consiliul local are următoarea componență pe partide politice:
|  | Partid                          | Consilieri | Componența Consiliului | Componența Consiliului | Componența Consiliului | Componența Consiliului | Componența Consiliului | Componența Consiliului | Componența Consiliului | Componența Consiliului | Componența Consiliului | Componența Consiliului | Componența Consiliului | Componența Consiliului | Componența Consiliului |
|  | ------------------------------- | ---------- | ---------------------- | ---------------------- | ---------------------- | ---------------------- | ---------------------- | ---------------------- | ---------------------- | ---------------------- | ---------------------- | ---------------------- | ---------------------- | ---------------------- | ---------------------- |
|  | Partidul Național Liberal       | 13         |                        |                        |                        |                        |                        |                        |                        |                        |                        |                        |                        |                        |                        |
|  | Alianța pentru Unirea Românilor | 1          |                        |                        |                        |                        |                        |                        |                        |                        |                        |                        |                        |                        |                        |
|  | Partidul Social Democrat        | 1          |                        |                        |                        |                        |                        |                        |                        |                        |                        |                        |                        |                        |                        |

## Istorie
La sfârșitul secolului al XIX-lea, comuna făcea parte din plasa Câlniștea a județului Vlașca și era formată din satele Adunații Copăceni, Berești și Pârlita, având în total 2567 de locuitori. Existau în comună o școală comunală mixtă primară cu 85 de elevi (dintre care 22 fete) și trei biserici (două la Adunații Copăceni, una la Pârlita). La acea vreme, pe teritoriul actual al comunei, mai funcționa în aceeași plasă și comuna Dărăști, formată din satele Dărăști-Mărcuța, Dărăștii de Jos și Dărăștii de Sus, având în total 1144 de locuitori, două biserici și o școală cu 32 de elevi (dintre care 2 fete). Anuarul Socec din 1925 consemnează cele două comune în plasa Călugăreni a aceluiași județ, comuna Adunații-Copăceni având 1514 locuitori în satele Adunații Copăceni și Pârlita, iar comuna Dărăști având 2020 de locuitori în satele Dărăști și Pâslari.
În 1950, comunele au fost transferate raionului Vidra și apoi (după 1960) raionului Giurgiu din regiunea București, context în care satul și comuna Dărăști și-au schimbat numele în Dărăști-Vlașca, pentru a fi diferențiate de Dărăști-Ilfov. Satul Pârlita a luat în 1968 denumirea de Argeșul. În 1968, ele au trecut la județul Ilfov, comuna Dărăști a fost desfiiințată și inclusă în comuna Adunații Copăceni, care a preluat și satele Varlaam și Mogoșești de la comuna desființată Copăceni. Tot atunci, au fost desființate satele Argeșul (comasat cu Adunații Copăceni) și Pâslari (comasat cu Dărăști-Vlașca). În 1981, o reorganizare administrativă regională a dus la transferarea comunei la județul Giurgiu.

## Monumente istorice
Cincisprezece obiective din comuna Adunații Copăceni sunt incluse în lista monumentelor istorice din județul Giurgiu ca monumente de interes local. Patru dintre ele sunt situri arheologice: situl de la „Dăneasca” (în partea de nord a satului Adunații Copăceni); situl de la Dărăști-Vlașca (700 m est de sat); așezarea din Epoca Bronzului Târziu (cultura Tei, faza III) de la marginea vestică a satului Mogoșești; și situl de pe „Terasa Argeșului” de la marginea de nord-est a satului Varlaam. Ele cuprind vestigii începând din neolitic și terminând cu Evul Mediu.
Alte nouă obiective sunt clasificate ca monumente de arhitectură: conacul col. Chiriac (începutul secolului al XX-lea); conacul Marmorosch-Blank (1897) — ambele aflate în fostul sat Pârlita/Argeșu, actualmente în Adunații-Copăceni; biserica „Adormirea Maicii Domnului” (1875, refăcută în 1935); fosta școală și actuala poștă (sfârșitul secolului al XIX-lea), ambele în strada Bisericii din satul Adunații-Copăceni; biserica „Cuvioasa Paraschiva” (1873) din fostul sat Pâslari; conacul Marmorosch-Blank, astăzi grădiniță (începutul secolului al XX-lea); biserica „Sfântul Nicolae” (1873) — ultimele trei în satul Dărăști-Vlașca; spitalul (începutul secolului al XX-lea); și biserica „Sfinții Constantin și Elena (1823-1825), ultimele din satul Mogoșești.
Celelalte două sunt clasificate ca monumente memoriale sau funerare: cimitirul cu cruci de piatră (a doua jumătate a secolului al XIX-lea) din curtea bisericii din fostul sat Pâslari (actualmente parte din Dărăști-Vlașca); și crucile de piatră din curtea bisericii din Mogoșești.